# جينيفر كارليسلي
جينيفر كارليسلي (بالإنجليزية: Jennifer Carlisle)‏ هي لاعبة كرة قدم نيوزيلندية، ولدت في 6 نوفمبر 1971. شاركت مع منتخب نيوزيلندا لكرة القدم للسيدات.